# L'uomo senza passato (film 2002)
L'uomo senza passato (Mies vailla menneisyyttä) è un film del 2002 diretto da Aki Kaurismäki, vincitore del Grand Prix Speciale della Giuria e del premio per la migliore interpretazione femminile (a Kati Outinen) al 55º Festival di Cannes.

## Trama
Un operaio giunge di notte in treno a Helsinki. Mentre riposa su una panchina, viene aggredito da tre delinquenti che, dopo averlo tramortito con una mazza da baseball, lo derubano e poi lo bastonano pesantemente. Portato in ospedale pare che debba morire ma, malgrado l'elettrocardiogramma sia piatto, si risveglia, si sistema il naso sotto le bende, si riveste e viene ritrovato in riva del mare da due bambini figli di baraccati.
Medicato e accolto da questa famiglia povera, scopre di aver perso la memoria. Trova alloggio in un altro container, per il quale deve pagare una cifra esosa a un guardiano corrotto il quale possiede un cane che dovrebbe essere ferocissimo e si rivelerà, invece, particolarmente mansueto. Grazie all'aiuto e alla complicità di altri diseredati, si installa nel container sistemandolo alla meglio.
Una sera va "fuori a cena", alla mensa dell'Esercito della Salvezza, e si infatua di Irma, una delle volontarie. Trova così lavoro presso il magazzino dell'Esercito della Salvezza e fa conoscere alla loro banda musicale, che accompagna la distribuzione dei pasti, il rock and roll e la musica ritmica.
Casualmente, scopre che probabilmente nella sua vita passata era stato un saldatore, ma per essere assunto nel cantiere navale deve aprire un conto in banca, possibilmente "cifrato, come in Svizzera", visto che non ricorda il proprio nome. Durante tale operazione viene coinvolto in una rapina, compiuta da un imprenditore fallito e con il conto bloccato per colpa della disonestà della banca, la quale sta per chiudere i battenti.
Da testimone si ritrova così in prigione, accusato per non aver fornito le proprie generalità, ma grazie alle brillanti argomentazioni dell'avvocato dell'Esercito della Salvezza viene liberato prima che le cose finiscano male. Non appena esce, viene contattato dal rapinatore, il quale gli chiede di distribuire i soldi ai suoi operai che non avevano avuto gli arretrati a causa del fallimento dell'azienda.
Sempre per via della rapina, la foto del nostro personaggio senza nome finisce sui giornali e viene riconosciuta dalla moglie. Egli è pronto a riprendere, suo malgrado, quella vita che non gli appartiene più e che non riesce a ricordare, ma quando incontra la moglie scopre di essere divorziato e torna a Helsinki dalla sua amata Irma. Mentre sta rientrando nella sua baracca è di nuovo affrontato dai tre aggressori dell'inizio, ma questa volta arrivano in soccorso gli altri diseredati del porto che le suonano di santa ragione ai tre teppisti.

## Cameo
- La cantante finlandese Annikki Tähti interpreta la direttrice del mercatino dell'usato e canta nel gruppo dell'Esercito della Salvezza.
- Il parlamentare Matti Wuori interpreta l'avvocato, professione che ha realmente svolto nella vita.

## Riconoscimenti
- Festival di Cannes 2002: Grand Prix Speciale della Giuria, premio per la migliore interpretazione femminile (Kati Outinen), Premio della giuria ecumenica
- Nomination Oscar al miglior film straniero
- Nordic Council Film Prize 2002
- Guldbagge 2003 - Miglior film straniero

## Nella cultura di massa
Al film è dedicata una storia pubblicata nel numero 3210 del settimanale Topolino, intitolata Il papero senza passato. La parodia disneyana porta la firma dello sceneggiatore finlandese Kari Korhonen e del disegnatore Giorgio Cavazzano.